# イスラエルの政治
イスラエルの政治（イスラエルのせいじ、ヘブライ語: פוליטיקה של ישראל）は、イスラエルの基本法 に基づいて行われる。

## 基本法
イスラエルは議会制民主主義を採用しており、事実上の憲法となる13の基本法を基本としている。議会はクネセトと呼称され、行政府は首相により統率される。
- クネセト基本法
  - クネセト（国会）を規定。定数120、普通選挙、比例代表制。任期は4年。
- 土地基本法
  - 国有地、ケレン・カイエメト（土地開発公社）の公有地について、原則として第三者への譲渡・転売を禁じる。
- 大統領基本法
  - 大統領を規定。任期は7年。その行動は基本的に、首相・内閣に制約される。
- 政府基本法
  - 議院内閣制を規定。政府はエルサレムにあり、首相はクネセト議員でなければならない。首相は解散権あり。
- 国家経済基本法
  - 租税・借款・その他強制支出の規定。国家予算、通貨鋳造など。
- 軍基本法
  - イスラエル国防軍を規定。政府唯一の軍であることなど。
- エルサレム基本法
  - 統一エルサレムがイスラエルの不可分・永遠の首都であり（国連はじめ主要国には認められていない）、大統領、クネセト、政府、最高裁判所の所在であることを重ねて規定。またエルサレム発展のための特別な保護を明記。
- 司法基本法
  - 司法権の規定。司法の独立、宗教裁判所の規定、判事の任免など。
- 国家会計検査官基本法
  - 国家・政府・国及び地方公共団体の会計監査について。日本の会計検査院に近い存在。
- 人間の尊厳と自由基本法
  - 「イスラエル国の諸価値をユダヤ人及び民主的国家として確立するため」の基本的人権の保障。従って、「イスラエル国の諸価値」に反する人権は認められない。また、国防軍、警察、拘置所などの治安機関は、職務に必要な範囲で本法を無視できる。

- 職業の自由基本法
  - 職業選択の自由の保障。ただし、「イスラエル国の諸価値にとって有益な」場合および、クネセトによる議決で制限可能であることも規定。

- 国民投票（レファレンダム）基本法
  - 国の主権・領土に関する国民投票について規定。

- ユダヤ人国家法
  - ユダヤ人の他民族・宗教に対する優越を明記。民族自決権はユダヤ人の専権。国号・国旗・国歌・国語・休日を規定。国際的なユダヤ人の連帯呼びかけ。ユダヤ人入植地を奨励。

## 国家元首
国家元首は大統領であり、クネセトが選出する。任期7年で3選は禁止されている。大統領の権限は儀礼的なものであり、国政の実質的権限は抑えられている。

## 立法

### クネセト
原義では集会を意味するクネセトは一院制の議会であり、任期4年の議員120名により構成されている。選挙は全国一区、拘束名簿式比例代表制であり、1958年に制定された基本法により規定されている。クネセトはイスラエルの立法府として法の制定、行政の監視に従事し、大統領および国家監察官を罷免する権限を有している。
イスラエルの議会は、2005年まで概ねリクードと労働党による二大政党制が形成されていたが、カーディーマーが2005年11月に発足し、2006年の総選挙で第1党になった。また、これまでの総選挙においてある一党が過半数の61議席を獲得したことは一度も無い。1948年からイスラエルの政府は常に複数の政党の連立政権によって成立してきた。2006年の時点では10の政党（政党連合を含む）がクネセトに代表者を有しており、それらの政党により政治的、宗教的なスペクトルが形成されている。

### 選挙システム
イスラエルの選挙法は基本法 (The Knesset) および1969年成立のクネセト選挙法 (Knesset Elections Law) によって規定されている。
選挙は秘密投票により行われる。議員の任期は4年間であるが、首相の不信任案が可決された場合には議会は解散され総選挙が実施される。有効投票総数の3.25%以上（1992年以前は1%、2003年以前は1.5%、2014年以前は2%）を獲得した政党に対して得票をドント式を用いて議席配分する。投票により政党ごとの名簿順位が変動することはない。1992年には政党法が施行され、認可された政党のみが立候補を許可されている。選挙区は全国区の一つのみであり、全ての有権者は同一の立候補リストに記載されている政党を選ぶ。選挙権は18歳以上の男女、被選挙権は21歳以上の男女に与えられており、諸外国に比べると選挙権・被選挙権ともに年齢制限が低い。投票所は規定されておらず、国内のどの投票所も利用することができる。不在者投票は外交官および商船の乗組員にのみ認められる。
以上のような選挙制度はイギリスによるパレスチナ委任統治期にユダヤ人植民組織であるYishuvにおいて規定されていたものに由来している。この制度においては一つの政党が単独過半数を獲得することが困難であり、小党分立を招きやすい傾向にあり、政府は複数政党の連立により運営される。大統領は最も与党を形成するであろうと見られる政党の党首を首相に指名する。総選挙後の45日間で首相は閣僚を選任し政府を発足させる。

1996年5月の選挙制度改革で首相は国民による直接選挙により決定されることになったが、この制度は2001年に撤廃された。

## 行政
イスラエルの法は、オスマン帝国、イギリス委任統治領パレスチナ支配時代の法が残っている。イスラエル独立後にドイツ法、さらに英米法のコモン・ロー体系が取り入れられた経緯がある。

## 司法
司法府は行政より独立しており、安全保障、宗教に関する判断も下す。

### 裁判所
イスラエルの司法は三審制を採用している。
- 下級判事裁判所
- 地方裁判所
- イスラエル最高裁判所

1985年12月にイスラエル政府は、イスラエル司法が国際司法裁判所の判決に従わないことを発表した。

## 占領統治
イスラエルの占領地（イスラエルは「係争地」と主張）であるヨルダン川西岸地区（イスラエル側の呼称は「ユダヤ・サマリア地区」）の非ユダヤ人住民（パレスチナ人）は、イスラエルの市民権を持たず、イスラエル国防軍（1981年以降は、名目上は別組織であるイスラエル民政局の管轄となったが、実態としてイスラエル国防軍及びイスラエル総保安庁の指揮下にある）による占領統治下にある。
占領統治下では、行政・司法ともイスラエル国内法とは異なる、イスラエル国防軍軍律が布告されており、非ユダヤ人住民は原則として軍律に拘束される。
他方、ユダヤ人入植者を含むイスラエル人は、原則としてイスラエル国内法が適用されるため、占領地では二重の法体系が存在する。
入植者を中心としたイスラエル国民が国防軍の保護の対象となる一方、非ユダヤ人住民への刑罰は過酷である。2013年現在、イスラエル国防軍に拘束歴のあるパレスチナ人は約80万にのぼり、これはパレスチナ人男性人口の4割に当たる。イスラエルは、非ユダヤ人在住者を、法的に人権を保障する対象とは見なしていない。イスラエルの主張によれば、被占領民の保護を義務づけたジュネーヴ第4条約（文民保護条約）は、「締約国」間のみに適用されるが、締約国のヨルダン・エジプトは、イスラエルが奪取した「係争地」（「ユダヤ・サマリア地区」、ガザ地区）を領土として国際的に認められたわけでは無く、パレスチナ国家は存在せず（存在を承認しない）、占領地でさえ無い。従って、「ユダヤ・サマリア地区」の非ユダヤ人住民に対して、ジュネーヴ第4条約に従う法的義務は無く、イスラエル官民の利益に反しない範囲で配慮すればよいという見解である。国際司法裁判所は2004年7月9日、イスラエルの主張を不当とする勧告的意見を出したが、イスラエルは「問題の本質はパレスチナのテロリズムである」と主張し、従っていない。
国際連合児童基金によると、国際的にも稀な、児童に対する軍事裁判所での刑罰が執行されている。セーブ・ザ・チルドレンの調査によると、未成年被疑者への拷問は81%に達しているという。

## 政党
| 政党（ヘブライ語名）                                                                                         | 議席数 | 増減 | 得票数    | 得票率 （%） |
| --- | ------ | ---- | --------- | ------------ |
| カディーマ（קדימה）                                                                                          | 28     | -1   | 758,032   | 22.5         |
| リクード （ליכוד）                                                                                           | 27     | +15  | 729,054   | 21.6         |
| イスラエル我が家 （ישראל ביתנו）                                                                             | 15     | +4   | 394,577   | 11.7         |
| 労働党 （העבודה）                                                                                            | 13     | -6   | 334,900   | 9.9          |
| シャス （מפלגת הספרדים שומרי תורה）                                                                          | 11     | -1   | 286,300   | 8.5          |
| 統一トーラー・ユダヤ教 （יהדות התורה המאוחדת） - Agudat Israel （אגודת ישראל） - Degel HaTorah （דגל התורה） | 5      | -1   | 147,954   | 4.4          |
| 統一アラブ・リスト・タール （רשימה ערבית מאוחדת-רע"ם）                                                       | 4      | ±0   | 113,954   | 3.4          |
| 国家統一党 （האיחוד הלאומי） - Moledet （מולדת） - Tkuma （תקומה） - Hatikva （התקווה）                      | 4      | -    | 112,570   | 3.3          |
| ハダシュ （החזית הדמוקרטית לשלום ולשוויון）                                                                  | 4      | +1   | 112,130   | 3.3          |
| メレツ （מרצ-יחד）                                                                                           | 3      | -2   | 99,611    | 3.0          |
| ユダヤ人の家 （הבית היהודי）                                                                                 | 3      | -    | 96,765    | 2.9          |
| バラド （ברית לאומית דמוקרטית）                                                                              | 3      | ±0   | 83,739    | 2.5          |
| ギル（גיל）                                                                                                  | 0      | -7   | 17,571    | 0.52         |
| その他 | 0      | ±0   | 86,333    | 2.58         |
| 合計 | 120    | -    | 3,416,587 | 100.00       |

## その他の政治組織
イスラエルの政治組織は一般にパレスチナ問題への対応を巡って右派から左派に分類される。

### 右派
- Gush Emunim
  - ヨルダン川西岸へのユダヤ人の入植に積極的に賛成する。以前はガザ地区での植民にも賛同していた。これらの地域における植民者の強制排除には反対する。
- Yesha Council (Yeshaはヘブライ語で"ユダヤ、サマリア、ガザ"の頭文字) 
  - 帰属係争地区における植民者の代表よりなる。高い組織力を有しており、政治的影響力が強い。
- Almagor
  - テロ被害者による組織
- Professors for a Strong Israel

### 左派
- Israeli "Peace Camp"
  - イスラエル政府の占領地全面返還を含めた"land for peace"プログラムによる和平を提唱している。
- Peace Now
  - ヨルダン川西岸の割譲に賛同し、レバノン内戦における政府の行動を批判、レバノン南部の占領にも反対している。
- Geneva InitiativeおよびThe People's Voice (HaMifkad HaLeumi) 
  - 2004年にイスラエル、パレスチナ双方の著名人により提唱された。非公式、双方向的な恒久和平のモデルを提示する。イスラエルにおける支持は少ない。
- Histadrut ("the Union"の意、イスラエル同聾者連盟) 
  - 労働者組合の連合組織。労働党と協力関係にある。前の議長であるアミル・ペレスは2005年12月現在労働党党首を務める。
- いくつかの政治組織が兵士にヨルダン川西岸およびガザ地区での兵役拒否を訴えている。HaOmetz LeSarev ("拒否する勇気")、Yesh Gvulなどがその代表。世論の支持は少ない。
- トロツキスト政党「マーヴァク」。1999年結党。パレスチナ連帯、反資本主義を掲げる。世論の支持は現状では少ない。

### 利益団体
- ユダヤ民族基金
  - 世界シオニスト機構の一翼であり、イスラエル国家機関の一部でもある、ユダヤ人の利益団体。イスラエルの公有地をケレン・カイエメトと管理している。
- キブツ・ロビー 
  - 補助金の増額などを求める。
- 農業団体
  - 水利用への補助金、免減税を求める。
- フェミニスト・ロビー
  - 女性の地位向上を求める。
- Or Yarok ("緑の光") 
  - 交通事故を減らすために政府の取り組みを求める。

### その他
- シャスおよびUnited Torah Judaismには特定のラビが強い影響を与えているとの指摘がある。
- ナートーレー＝カルター
  - 超正統派の分派で選挙をボイコットしている。政治的影響力は小さい。
- the Monitor Committee of Israeli Arabs
  - アラブ系イスラエル人を代表する。分離主義的な主張を行っているため、多数派ユダヤ人からは敵視されることが多い。政治的影響力は小さい。

## 政治課題
イスラエルの抱える主な政治課題には次のようなものが存在する。
- パレスチナ紛争およびアラブ・イスラエル間の紛争
- ユダヤ教と国家の関係
- 経済・貿易関係

## 国際機関への参加
- 黒海経済協力機構 (オブザーバー)
- 欧州評議会 (オブザーバー)
- 欧州原子核研究機構（CERN） (オブザーバー)
- 欧州復興開発銀行
- 欧州経済委員会
- 国際連合食糧農業機関（FAO）
- 米州開発銀行
- 国際原子力機関（IAEA）
- 国際復興開発銀行（IBRD）
- 国際民間航空機関（ICAO）
- 国際刑事裁判所（ICC）
- 国際自由労働組合総連盟（ICFTU）
- 国際開発協会（IDA）
- 国際農業開発基金（IFAD）
- 国際金融公社（IFC）
- 国際労働機関（ILO）
- 国際通貨基金（IMF）
- 国際海事機関（IMO）
- インマルサット
- インテルサット
- 国際刑事警察機構（インターポール）
- 国際オリンピック委員会（IOC）
- 国際移住機関（IOM）
- 国際標準化機構（ISO）
- 国際電気通信連合（ITU）
- 米州機構（OAS） (オブザーバー)
- 化学兵器禁止機関（OPCW）
- 欧州安全保障協力機構（OSCE） (パートナー)
- 常設仲裁裁判所
- 国際連合（UN）
- 国際連合貿易開発会議（UNCTAD）
- 国際連合教育科学文化機関（UNESCO）
- 国連難民高等弁務官事務所（UNHCR）
- 国際連合工業開発機関（UNIDO）
- 世界観光機関（UNWTO）
- 万国郵便連合（UPU）
- 世界税関機構（WCO）
- 世界保健機関（WHO）
- 世界知的所有権機関（WIPO）
- 世界気象機関（WMO）
- 世界貿易機関（WTO）

## イスラエル・アラブ諸国に関係する条約
- パリ講和会議（1919年）
- ファイサル・ワイツマン協定（1919年）
- 1949年休戦協定
- キャンプ・デービッド合意（1978年）
- イスラエル・エジプト平和条約（1979年）
- マドリード会議（1991年）
- オスロ合意（1993年）
- イスラエル・ヨルダン平和条約（1994年）
- キャンプ・デービッド首脳会談（2000年）
- イスラエル・パレスチナ間における紛争の和平プロセス
- 中東和平への提案のリスト
- 国際法とアラブ・イスラエル間の紛争

## 参照
- Knesset web site